# Australiodillo muscosus
Australiodillo muscosus är en kräftdjursart som beskrevs av Lewis 1998. Australiodillo muscosus ingår i släktet Australiodillo och familjen Armadillidae. Inga underarter finns listade i Catalogue of Life.